# Ioannis Potouridis
Ioannis Potouridis (griechisch Γιάννης Ποτουρίδης, * 27. Februar 1992 in Griechenland) ist ein griechischer Fußballspieler. Er spielt bevorzugt in der Abwehr als Innenverteidiger.

## Erfolge
- Griechischer Meister: 2010/11